# Niko Ojamäki
Niko Ojamäki (* 17. června 1995, Pori) je finský lední hokejista, křídelní útočník. V současnosti působí v klubu EHC Kloten, ve švýcarské nejvyšší soutěži. S finskou reprezentací vyhrál mistrovství světa 2019 a olympijský turnaj v Pekingu v roce 2022. Má též stříbro ze světového šampionátu 2021. Finskou nejvyšší soutěž hrál za Porin Ässät a Tapparu, s níž se stal v roce 2023 mistrem Finska a vyhrál s ní ve stejném roce Hokejovou ligu mistrů (pomohl k tomuto vítězství osmi góly a třinácti body). Jednu sezónu strávil ve švédské lize, v dresu Linköpings HC, jednu v KHL jako hráč HK Viťaz Moskevská oblast. V KHL se stal nejlepším střelcem sezóny a vytvořil bodový rekord finského hokejisty v této soutěži za jednu sezónu, ale po ruské invazi na Ukrajinu Rusko opustil. Od roku 2023 působí ve Švýcarsku. 22.7. 2025 přestoupil Niko do Rytíři Kladno.